# Метшин, Айдар Раисович
Айда́р Раи́сович Ме́тшин (тат. Айдар Рәис улы Метшин; род. 27 августа 1963, Нижнекамск) — российский государственный, политический и общественный деятель, депутат Государственной Думы восьмого созыва избран в составе федерального списка «Единой России». Член Комитета Государственной Думы по строительству и жилищно-коммунальному хозяйству.
Из-за поддержки российско-украинской войны — под санкциями 27 стран ЕС, Великобритании, США, Канады, Швейцарии, Австралии, Японии, Украины, Новой Зеландии.

## Биография
С 1980 г. работал слесарем по ремонту аппаратурного оборудования НПО «Нижнекамскнефтехим», затем — инженером, главным инженером зверосовхоза в Псковской области. Занимался кадровой политикой и социальными вопросами в Нижнекамске.
В 1999 году избран депутатом Нижнекамского объединённого Совета народных депутатов, а также депутатом Совета муниципального образования «Нижнекамский муниципальный район». В 2000—2006 гг. — административный директор ОАО/ЗАО «Нижнекамский нефтеперерабатывающий завод». В 2005 году окончил Академию труда и социальных отношений (Москва) — «мастер делового администрирования».
С 2006 г. — председатель Совета Нижнекамского муниципального района, глава муниципального образования «Нижнекамский муниципальный район».
В 2008 году избран депутатом городского Совета и мэром г. Нижнекамска. В октябре 2010 г. на сессии горсовета повторно избран мэром Нижнекамска и главой муниципального района.
Состоит членом Всемирного Совета от Евроазиатского Регионального отделения на период 2010—2013 гг., членом Совета директоров ОАО «Нижнекамскнефтехим».

### Депутат Государственной думы
19 сентября 2021 получил мандат ГД РФ.
В 2021 году проголосовал за закон о ликвидации поста президента Татарстана, однако затем заявил о том, что «ошибся» с кнопкой.

## Международные санкции
23 февраля 2022 года внесён в санкционные списки стран Евросоюза за действия и политику, которые подрывают территориальную целостность, суверенитет и независимость Украины и еще больше дестабилизируют Украину.
24 февраля 2022 года включён в санкционный список Канады «близких соратников режима» за голосование о признании независимости «так называемых республик в Донецке и Луганске».
24 марта 2022 года, на фоне вторжения России на Украину, включён в санкционный список США за «соучастие в войне Путина» и «поддержку усилий Кремля по вторжению в Украину», Госдеп США заявил что депутаты Госдумы используют свои полномочия для преследования инакомыслящих и политических оппонентов, нарушают свободу информации, ограничивают права человека и основные свободы граждан России.
По аналогичным основаниям, с 11 марта 2022 года находится под санкциями Великобритании. С 25 февраля 2022 года находится под санкциями Швейцарии. С 26 февраля 2022 года находится под санкциями Австралии. С 12 апреля 2022 года находится под санкциями Японии. Указом президента Украины Владимира Зеленского от 7 сентября 2022 находится под санкциями Украины. С 3 мая 2022 года находится под санкциями Новой Зеландии.

## Семья
Младший брат — Ильсур Метшин — мэр Нижнекамска (1998—2005), мэр Казани (с 2005 года).
Сын Мурат Метшин, корреспондент ТНВ.

## Награды
- Медаль «За заслуги в проведении Всероссийской переписи населения» (2002), «В память 1000-летия Казани» (2005)[21].
- Орден «За заслуги перед Республикой Татарстан» (2021) — за значительный вклад в социально-экономическое развитие района и многолетнюю плодотворную работу[22].
- Медаль ордена «За заслуги перед Республикой Татарстан» (2018) — за особый вклад в социально-экономическое развитие района и многолетнюю плодотворную работу[23].
- Медаль «За доблестный труд» (2012) — за многолетний плодотворный труд, большой вклад в социально-экономическое и культурное развитие Нижнекамского муниципального района Республики Татарстан[24].
- Орден Дружбы (2024) —  за вклад в развитие российского парламентаризма, активную законотворческую деятельность и многолетнюю добросовестную работу[25].